# Timm Vladimir
Timm Vladimir (født 22. juni 1968) er en dansk skuespiller, stand-up-komiker, radiovært, fotograf og tv-vært. Han er særlig kendt for sit samarbejde med Gordon Kennedy fra fx underholdningsprogrammet Vladimir og Kennedy. Han indspillede den katastrofale spillefilm Stjerner uden hjerner og har udgivet flere singler, der har nået #1 på Tracklisten . I 2000'erne var han vært på forskellige programmer, awardshows og lagde stemme til flere animationsfilm. Efter at have vundet Masterchef Danmark i 2011 begyndte han en karriere som ufaglært kok, har udgivet en kogebog og været vært for flere madprogrammer, herunder DR's Den store bagedyst.

## Privatliv
Privat var han gift med skuespillerinden Linda Elvira Kristensen fra 1997 til 2003. Derefter blev han kæreste med Katrine Engberg, der er forfatter og koreograf. De blev skilt i 2021.

## Karriere
Timm Vladimir havde debut i Den kroniske uskyld fra 1985, hvor han havde en statistrolle.
Han er uddannet på Skuespilskolen ved Aarhus Teater 1993.
Sammen med makkeren Gordon Kennedy blev han kendt som halvdelen af komikerparret Timm og Gordon, som lavede underholdningsprogrammet Vladimir og Kennedy med forskellige sketches. Sammen lavede de også filmen Stjerner uden hjerner fra 1997, der kun solgte 756 billetter og er nr. 78 på listen over de værste film nogensinde i Internet Movie Database. De udgav to singler i 1995 under navnet Timm og Gordon, som begge nåede #1 på Tracklisten. Året efter udgav de "Gibberish" under navnet T'N'G som nåede Tjeklistens #1. Det var også med i DRs ungdomsprogram Transit.
Han var vært for Dansk Grammy i 1997 og igen i 2003 og 2004, efter showet havde skiftet navn til Danish Music Awards. I 2001 lavede han dykkerprogrammet Under overfladen på TV 2.
Han har været vært på programmet Venner for livet i 2001-2002 og i 2003 for Mit sande jeg.
I 2005 og 2006 rejste han sammen med sin kæreste Katrine Engberg jorden rundt. De udgav rejsedagbogen Der findes syv verdenshjørner med Timms fotografier.
Han var gæstedommer i Scenen er din i 2007 og i 2010 medvirkede han i programmet Til middag hos..., hvor han dystede mod Kenny Alexander, Camille Jones og Anders Blichfeldt.
I 2011 spillede han med i tv-serien Lykke på DR1 med rollen som Niels Aagaard. Han deltog også i første sæson af kokkekonkurrencen Masterchef Danmark samme år på TV3, som han vandt. Efter sejren etablerede han kokkeskolen Timm Vladimirs Køkken, og i 2013 udgav han kogebogen Timm Vladimirs køkken, der fik gode anmeldelser i Politiken.
I 2012 og 2013 var han desuden med i tv-serien på Ramasjang kaldet Pendlerkids, hvor han spiller dommer i det fiktive talentprogram Stjernejagt og far til en af stjernerne.
I 2014 blev han ny medvært i bagekonkurrencen Den store bagedyst på DR1 med Mette Blomsterberg og Jan Friis-Mikkelsen.

## Filmografi

### Film
- 1985 Den kroniske uskyld - glad student
- 1995 Cirkus Ildebrand - Frank
- 1997 Stjerner uden hjerner - Jim
- 1997 Fusion (tv-film) Jacob
- 2005 Danmarks sjoveste mand (kortfilm) - Jesper Conrad
- 2007 Kærlighed på film - Magnus Castlund
- 2013 Detektiverne - Lasse

### Tv-serier
- 1995 Juletestamentet(24. episoder) - Svend
- 1997 Vladimir og Kennedy (12 episoder) - vært og forskellige roller
- 2000 Rejseholdet (2 episoder) - Rocker Grue
- 2001-2002 Venner for livet (22 episoder) - vært
- 2003 Mit sande jeg (12 episoder) - vært
- 2010 Til middag hos... (4 episoder) - deltager
- 2011 Masterchef Danmark (15 episoder) - deltager
- 2011 Carmen og Colombo (1 episode) - Robert
- 2011-2012 Lykke (18 episoder) - Niels Aagaard
- 2012 Det vildeste måltid (10 episoder) - vært
- 2012-2013 Pendlerkids (45 episoder) - Steve
- 2014-nu Den store bagedyst - vært
- 2020 Tæt på sandheden (1 episode)

### Stemmearbejde
- 2000 Vejen til El Dorado - Miguel
- 2002 Skatteplaneten - 	B.E.N.
- 2002 Ice Age - Sid
- 2004 De Frygtløse: The Muuhvie - Buck
- 2005 Robotter - Rodney Copperbottom
- 2007 Bee Movie - Barry B. Benson
- 2014 Lego Filmen: Et Klodset eventyr - Emmet